# NHL Entry Draft 1993
NHL Entry Draft 1993 był 31. draftem NHL w historii. Odbył się w dniu 26 czerwca w Colisée de Québec w Quebecu. Wzięło w nim udział 286 hokeistów. Rozlosowano 11 rund. Z numerem 1 został wydraftowany Kanadyjczyk Alexandre Daigle do Ottawa Senators.

## Draft 1993

### Runda 1
| #  | Zawodnik              | Narodowość | Drużyna NHL          | Klub macierzysty                  |
| -- | --------------------- | ---------- | -------------------- | --------------------------------- |
| 1  | Alexandre Daigle (C)  | Kanada     | Ottawa Senators      | Victoriaville Tigres (QMJHL)      |
| 2  | Chris Pronger (D)     | Kanada     | Hartford Whalers     | Peterborough Petes (OHL)          |
| 3  | Chris Gratton (C)     | Kanada     | Tampa Bay Lightning  | Kingston Frontenacs (OHL)         |
| 4  | Paul Kariya (LW)      | Kanada     | Anaheim Mighty Ducks | University of Maine (Hockey East) |
| 5  | Rob Niedermayer (C)   | Kanada     | Florida Panthers     | Medicine Hat Tigers (WHL)         |
| 6  | Wiktor Kozłow (LW)    | Rosja      | San Jose Sharks      | Dinamo Moskwa                     |
| 7  | Jason Arnott (C)      | Kanada     | Edmonton Oilers      | Oshawa Generals (OHL)             |
| 8  | Niklas Sundström (LW) | Szwecja    | New York Rangers     | Modo Hockey                       |
| 9  | Todd Harvey (C)       | Kanada     | Dallas Stars         | Detroit Jr. Red Wings (OHL)       |
| 10 | Jocelyn Thibault (G)  | Kanada     | Quebec Nordiques     | Sherbrooke Faucons (QMJHL)        |
| 11 | Brendan Witt (D)      | Kanada     | Washington Capitals  | Seattle Thunderbirds (WHL)        |
| 12 | Kenny Jönsson (D)     | Szwecja    | Toronto Maple Leafs  | Rögle BK                          |
| 13 | Denis Pederson (C)    | Kanada     | New Jersey Devils    | Prince Albert Raiders (WHL)       |
| 14 | Adam Deadmarsh (C)    | USA        | Quebec Nordiques     | Portland Winter Hawks (WHL)       |
| 15 | Mats Lindgren (C)     | Szwecja    | Winnipeg Jets        | Skellefteå AIK                    |
| 16 | Nick Stajduhar (D)    | Kanada     | Edmonton Oilers      | London Knights (OHL)              |
| 17 | Jason Allison (C)     | Kanada     | Washington Capitals  | London Knights (OHL)              |
| 18 | Jesper Mattsson (C)   | Szwecja    | Calgary Flames       | Malmö Redhawks                    |
| 19 | Landon Wilson (RW)    | USA        | Toronto Maple Leafs  | Dubuque Fighting Saints (USHL)    |
| 20 | Mike Wilson (D)       | Kanada     | Vancouver Canucks    | Sudbury Wolves (OHL)              |
| 21 | Saku Koivu (C)        | Finlandia  | Montreal Canadiens   | TPS Turku                         |
| 22 | Anders Eriksson (D)   | Szwecja    | Detroit Red Wings    | Modo Hockey                       |
| 23 | Todd Bertuzzi (C)     | Kanada     | New York Islanders   | Guelph Storm (OHL)                |
| 24 | Eric LeCompte (LW)    | Kanada     | Chicago Blackhawks   | Hull Olympiques (QMJHL)           |
| 25 | Kevyn Adams (C)       | USA        | Boston Bruins        | Miami-Ohio (CCHA)                 |
| 26 | Stefan Bergqvist (D)  | Szwecja    | Pittsburgh Penguins  | Leksands IF                       |

### Runda 2
| #  | Zawodnik                | Narodowość | Drużyna NHL          | Klub macierzysty                    |
| -- | ----------------------- | ---------- | -------------------- | ----------------------------------- |
| 27 | Radim Bičánek (D)       | Czechy     | Ottawa Senators      | Dukla Jihlava                       |
| 28 | Shean Donovan (RW)      | Kanada     | San Jose Sharks      | Ottawa 67’s (OHL)                   |
| 29 | Tyler Moss (G)          | Kanada     | Tampa Bay Lightning  | Kingston Frontenacs (OHL)           |
| 30 | Nikołaj Cułygin (D)     | Rosja      | Anaheim Mighty Ducks | Saławat Jułajew Ufa                 |
| 31 | Scott Langkow (G)       | Kanada     | Winnipeg Jets        | Portland Winter Hawks (WHL)         |
| 32 | Jay Pandolfo (LW)       | USA        | New Jersey Devils    | Uniwersytet Bostoński (Hockey East) |
| 33 | David Výborný (C)       | Czechy     | Edmonton Oilers      | Sparta Praga                        |
| 34 | Lee Sorochan (D)        | Kanada     | New York Rangers     | Lethbridge Hurricanes (WHL)         |
| 35 | Jamie Langenbrunner (C) | USA        | Dallas Stars         | Cloquet High School (USHS-MN)       |
| 36 | Janne Niinimaa (D)      | Finlandia  | Philadelphia Flyers  | Oulun Kärpät                        |
| 37 | Maksim Biec (LW)        | Rosja      | St. Louis Blues      | Spokane Chiefs (WHL)                |
| 38 | Denis Cygurow (D)       | Rosja      | Buffalo Sabres       | Łada Togliatti                      |
| 39 | Brendan Morrison (C)    | Kanada     | New Jersey Devils    | Uniwersytet Michigan (CCHA)         |
| 40 | Bryan McCabe (D)        | Kanada     | New York Islanders   | Spokane Chiefs (WHL)                |
| 41 | Kevin Weekes (G)        | Kanada     | Florida Panthers     | Owen Sound Platers (OHL)            |
| 42 | Shayne Toporowski (RW)  | Kanada     | Los Angeles Kings    | Prince Albert Raiders (WHL)         |
| 43 | Aleksiej Budajew (C)    | Rosja      | Winnipeg Jets        | Kristałł Elektrostal                |
| 44 | Jamie Allison (D)       | Kanada     | Calgary Flames       | Detroit Jr. Red Wings (OHL)         |
| 45 | Vlastimil Kroupa (D)    | Czechy     | San Jose Sharks      | HC Litvínov                         |
| 46 | Rick Girard (C)         | Kanada     | Vancouver Canucks    | Swift Current Broncos (WHL)         |
| 47 | Rory Fitzpatrick (D)    | USA        | Montreal Canadiens   | Sudbury Wolves (OHL)                |
| 48 | Jonathan Coleman (D)    | USA        | Detroit Red Wings    | Andover Academy (Massachusetts)     |
| 49 | Ashley Buckberger (RW)  | Kanada     | Quebec Nordiques     | Swift Current Broncos (WHL)         |
| 50 | Eric Manlow (C)         | Kanada     | Chicago Blackhawks   | Kitchener Rangers (OHL)             |
| 51 | Matt Alvey (RW)         | USA        | Boston Bruins        | Springfield Jr. Blues (NAHL)        |
| 52 | Domenic Pittis (C)      | Kanada     | Pittsburgh Penguins  | Lethbridge Hurricanes (WHL)         |

### Runda 3
| #  | Zawodnik                 | Narodowość | Drużyna NHL          | Klub macierzysty                |
| -- | ------------------------ | ---------- | -------------------- | ------------------------------- |
| 53 | Patrick Charbonneau (G)  | Kanada     | Ottawa Senators      | Victoriaville Tigres (QMJHL)    |
| 54 | Bohdan Sawenko (RW)      | Ukraina    | Chicago Blackhawks   | Niagara Falls Thunder (OHL)     |
| 55 | Allan Egeland (C)        | Kanada     | Tampa Bay Lightning  | Tacoma Rockets (WHL)            |
| 56 | Walerij Karpow (LW)      | Rosja      | Anaheim Mighty Ducks | Traktor Czelabińsk              |
| 57 | Chris Armstrong (D)      | Kanada     | Florida Panthers     | Moose Jaw Warriors (WHL)        |
| 58 | Ville Peltonen (LW)      | Finlandia  | San Jose Sharks      | HIFK                            |
| 59 | Kevin Paden (C)          | USA        | Edmonton Oilers      | Detroit Jr. Red Wings (OHL)     |
| 60 | Aleksandrs Kerčs (LW)    | Łotwa      | Edmonton Oilers      | Pardaugava Ryga                 |
| 61 | Maksim Gałanow (D)       | Rosja      | New York Rangers     | Łada Togliatti                  |
| 62 | Dave Roche (LW)          | Kanada     | Pittsburgh Penguins  | Peterborough Petes (OHL)        |
| 63 | Jamie Rivers (D)         | Kanada     | St. Louis Blues      | Sudbury Wolves (OHL)            |
| 64 | Ethan Philpott (RW)      | USA        | Buffalo Sabres       | Andover Academy (Massachusetts) |
| 65 | Krzysztof Oliwa (LW)     | Polska     | New Jersey Devils    | Welland Flames (OJHL-B)         |
| 66 | Władimir Czebaturkin (D) | Rosja      | New York Islanders   | Kristałł Elektrostal            |
| 67 | Mikael Tjallden (D)      | Szwecja    | Florida Panthers     | Modo Hockey                     |
| 68 | Jeffrey Mitchell (C)     | USA        | Los Angeles Kings    | Detroit Junior Red Wings (OHL)  |
| 69 | Patrick Boileau (D)      | Kanada     | Washington Capitals  | Laval Titan (QMJHL)             |
| 70 | Dan Tompkins (LW)        | USA        | Calgary Flames       | Omaha Lancers (USHL)            |
| 71 | Václav Prospal (C)       | Czechy     | Philadelphia Flyers  | HC Czeskie Budziejowice         |
| 72 | Marek Malík (D)          | Czechy     | Hartford Whalers     | HC Vítkovice                    |
| 73 | Sébastien Bordeleau (C)  | Kanada     | Montreal Canadiens   | Hull Olympiques (QMJHL)         |
| 74 | Kevin Hilton (C)         | USA        | Detroit Red Wings    | Uniwersytet Michigan (CCHA)     |
| 75 | Bill Pierce (C)          | USA        | Quebec Nordiques     | Lawrence Academy (High School)  |
| 76 | Ryan Huska (LW)          | Kanada     | Chicago Blackhawks   | Kamloops Blazers (WHL)          |
| 77 | Miloš Holaň (D)          | Czechy     | Philadelphia Flyers  | HC Vítkovice                    |
| 78 | Steve Washburn (C)       | Kanada     | Florida Panthers     | Ottawa 67’s (OHL)               |

### Runda 4
| #   | Zawodnik                   | Narodowość | Drużyna NHL          | Klub macierzysty                   |
| --- | -------------------------- | ---------- | -------------------- | ---------------------------------- |
| 79  | Rusłan Batyrszyn (D)       | Rosja      | Winnipeg Jets        | Dinamo Moskwa                      |
| 80  | Ołeksandr Osadczij (D)     | Ukraina    | San Jose Sharks      | CSKA Moskwa                        |
| 81  | Marián Kacíř (RW)          | Czechy     | Tampa Bay Lightning  | Owen Sound Platers (OHL)           |
| 82  | Joel Gagnon (G)            | Kanada     | Anaheim Mighty Ducks | Oshawa Generals (OHL)              |
| 83  | Bill McCauley (C)          | USA        | Florida Panthers     | Detroit Jr. Red Wings (OHL)        |
| 84  | Trevor Roenick (RW)        | USA        | Hartford Whalers     | Boston Jr. Bruins (NEJHL)          |
| 85  | Adam Wiesel (D)            | USA        | Montreal Canadiens   | Springfield Jr. Blues (NEJHL)      |
| 86  | Siarhiej Olimpijew (LW)    | Białoruś   | New York Rangers     | Dynamo Mińsk                       |
| 87  | Chad Lang (G)              | Kanada     | Dallas Stars         | Peterborough Petes (OHL)           |
| 88  | Charles Paquette (D)       | Kanada     | Boston Bruins        | Sherbrooke Faucons (QMJHL)         |
| 89  | Jamal Mayers (C)           | Kanada     | St. Louis Blues      | Western Michigan University (CCHA) |
| 90  | Eric Daze (LW)             | Kanada     | Chicago Blackhawks   | Beauport Harfangs (QMJHL)          |
| 91  | Cosmo DuPaul (C)           | Kanada     | Ottawa Senators      | Victoriaville Tigres (QMJHL)       |
| 92  | Warren Luhning (RW)        | Kanada     | New York Islanders   | Calgary Royals (AJHL)              |
| 93  | Rawil Gusmanow (RW)        | Rosja      | Winnipeg Jets        | Traktor Czelabińsk                 |
| 94  | Bob Wren (LW)              | Kanada     | Los Angeles Kings    | Detroit Jr. Red Wings (OHL)        |
| 95  | Jason Smith (D)            | Kanada     | Calgary Flames       | Uniwersytet Princeton (ECAC)       |
| 96  | Marty Murray (C)           | Kanada     | Calgary Flames       | Brandon Wheat Kings (WHL)          |
| 97  | John Jakopin (D)           | Kanada     | Detroit Red Wings    | Toronto St. Michael’s (OPJAHL)     |
| 98  | Dieter Kochan (G)          | Kanada     | Vancouver Canucks    | Vernon Lakers (BCJHL)              |
| 99  | Jean-Francois Houle (LW)   | Kanada     | Montreal Canadiens   | Northwood University (High School) |
| 100 | Benoit Larose (D)          | Kanada     | Detroit Red Wings    | Laval Titan (QMJHL)                |
| 101 | Ryan Tocher (D)            | Kanada     | Quebec Nordiques     | Niagara Falls Thunder (OHL)        |
| 102 | Patryk Pysz (C)            | Polska     | Chicago Blackhawks   | Augsburger Panthers                |
| 103 | Shawn Bates (C)            | USA        | Boston Bruins        | Medford (High School)              |
| 104 | Jonas Andersson-Junkka (D) | Szwecja    | Pittsburgh Penguins  | Kiruna IF                          |

### Runda 5
| #   | Zawodnik               | Narodowość | Drużyna NHL          | Klub macierzysty                 |
| --- | ---------------------- | ---------- | -------------------- | -------------------------------- |
| 105 | Frederick Beaubien (G) | Kanada     | Los Angeles Kings    | Rouyn-Noranda Huskies (QMJHL)    |
| 106 | Andrij Buszczan (D)    | Ukraina    | San Jose Sharks      | Sokił Kijów                      |
| 107 | Ryan Brown (D)         | Kanada     | Tampa Bay Lightning  | Swift Current Broncos (WHL)      |
| 108 | Michaił Sztalenkow (G) | Rosja      | Anaheim Mighty Ducks | Milwaukee Admirals (IHL)         |
| 109 | Todd MacDonald (G)     | Kanada     | Florida Panthers     | Tacoma Rockets (WHL)             |
| 110 | John Guirestante (RW)  | Kanada     | New Jersey Devils    | London Knights (OHL)             |
| 111 | Miroslav Šatan (LW)    | Słowacja   | Edmonton Oilers      | HC Dukla Trenczyn                |
| 112 | Gary Roach (D)         | Kanada     | New York Rangers     | Sault Ste Marie Greyhounds (OHL) |
| 113 | Jeff Lank (D)          | Kanada     | Montreal Canadiens   | Prince Albert Raiders (WHL)      |
| 114 | Władimir Krieczin (LW) | Rosja      | Philadelphia Flyers  | Traktor Czelabińsk               |
| 115 | Nolan Pratt (D)        | Kanada     | Hartford Whalers     | Portland Winter Hawks (WHL)      |
| 116 | Richard Šafárik (RW)   | Słowacja   | Buffalo Sabres       | HK Nitra                         |
| 117 | Jason Saal (G)         | USA        | Los Angeles Kings    | Detroit Jr. Red Wings (OHL)      |
| 118 | Tommy Salo (G)         | Szwecja    | New York Islanders   | Västerås Hockey                  |
| 119 | Larry Courville (LW)   | Kanada     | Winnipeg Jets        | Newmarket Royals (OHL)           |
| 120 | Tomáš Vlasák (C)       | Czechy     | Los Angeles Kings    | Slavia Praga                     |
| 121 | Darryl Lafrance (C)    | Kanada     | Calgary Flames       | Oshawa Generals (OHL)            |
| 122 | John Emmons (C)        | USA        | Calgary Flames       | Uniwersytet Yale (ECAC)          |
| 123 | Zdeněk Nedvěd (RW)     | Czechy     | Toronto Maple Leafs  | Sudbury Wolves (OHL)             |
| 124 | Scott Walker (RW)      | Kanada     | Vancouver Canucks    | Owen Sound Platers (OHL)         |
| 125 | Dion Darling (D)       | Kanada     | Montreal Canadiens   | Spokane Chiefs (WHL)             |
| 126 | Norm Maracle (G)       | Kanada     | Detroit Red Wings    | Saskatoon Blades (WHL)           |
| 127 | Anders Myrvold (D)     | Norwegia   | Quebec Nordiques     | Färjestad BK                     |
| 128 | Jonni Vauhkonen (RW)   | Finlandia  | Chicago Blackhawks   | Pelicans Lahti                   |
| 129 | Andriej Sapożnikow (D) | Rosja      | Boston Bruins        | Traktor Czelabińsk               |
| 130 | Chris Kelleher (D)     | USA        | Pittsburgh Penguins  | St. Sebastian’s (High School)    |

### Runda 6
| #   | Zawodnik                | Narodowość | Drużyna NHL          | Klub macierzysty                              |
| --- | ----------------------- | ---------- | -------------------- | --------------------------------------------- |
| 131 | Rick Bodkin (C)         | Kanada     | Ottawa Senators      | Sudbury Wolves (OHL)                          |
| 132 | Petri Varis (LW)        | Finlandia  | San Jose Sharks      | Porin Ässät                                   |
| 133 | Kiley Hill (LW)         | Kanada     | Tampa Bay Lightning  | Sault Ste Marie Greyhounds (OHL)              |
| 134 | Antti Aalto (C)         | Finlandia  | Anaheim Mighty Ducks | TPS Turku                                     |
| 135 | Alain Nasreddine (D)    | Kanada     | Florida Panthers     | Drummondville Voltigeurs (QMJHL)              |
| 136 | Rick Mrozik (D)         | USA        | Dallas Stars         | Cloquet High School (Minnesota)               |
| 137 | Nicholas Checco (C)     | USA        | Quebec Nordiques     | Bloomington-Jefferson High School (Minnesota) |
| 138 | Dave Trofimenkoff (G)   | Kanada     | New York Rangers     | Lethbridge Hurricanes (WHL)                   |
| 139 | Per Svartvadet (C)      | Szwecja    | Dallas Stars         | Modo Hockey                                   |
| 140 | Mike Crowley (D)        | USA        | Philadelphia Flyers  | Bloomington-Jefferson High School (Minnesota) |
| 141 | Todd Kelman (D)         | Kanada     | St. Louis Blues      | Vernon Lakers (BCJHL)                         |
| 142 | Kevin Pozzo (D)         | Kanada     | Buffalo Sabres       | Moose Jaw Warriors (WHL)                      |
| 143 | Steve Brule (C)         | Kanada     | New Jersey Devils    | Saint-Jean Lynx (QMJHL)                       |
| 144 | Peter Leboutillier (RW) | Kanada     | New York Islanders   | Red Deer Rebels (WHL)                         |
| 145 | Michal Grošek (LW)      | Czechy     | Winnipeg Jets        | HC Zlín                                       |
| 146 | Jere Karalahti (D)      | Finlandia  | Los Angeles Kings    | HIFK                                          |
| 147 | Frank Banham (RW)       | Kanada     | Washington Capitals  | Saskatoon Blades (WHL)                        |
| 148 | Andreas Karlsson (C)    | Szwecja    | Calgary Flames       | Leksands IF                                   |
| 149 | Paul Vincent (C)        | USA        | Toronto Maple Leafs  | Cushing Academy (Massachusetts)               |
| 150 | Troy Creurer (D)        | Kanada     | Vancouver Canucks    | Notre Dame Hounds (SJHL)                      |
| 151 | Darcy Tucker (C)        | Kanada     | Montreal Canadiens   | Kamloops Blazers (WHL)                        |
| 152 | Tim Spitzig (RW)        | Kanada     | Detroit Red Wings    | Kitchener Rangers (OHL)                       |
| 153 | Christian Matte (RW)    | Kanada     | Quebec Nordiques     | Granby Bisons (QMJHL)                         |
| 154 | Frederik Oduya (D)      | Szwecja    | San Jose Sharks      | Ottawa 67’s (OHL)                             |
| 155 | Milt Mastad (D)         | Kanada     | Boston Bruins        | Seattle Thunderbirds (WHL)                    |
| 156 | Patrick Lalime (G)      | Kanada     | Pittsburgh Penguins  | Shawinigan Cataractes (QMJHL)                 |

### Runda 7
| #   | Zawodnik                 | Narodowość | Drużyna NHL          | Klub macierzysty                     |
| --- | ------------------------ | ---------- | -------------------- | ------------------------------------ |
| 157 | Siergiej Poliszczuk (D)  | Rosja      | Ottawa Senators      | Krylja Sowietow Moskwa               |
| 158 | Anatolij Fiłatow (F)     | Kazachstan | San Jose Sharks      | Torpedo Ust-Kamienogorsk             |
| 159 | Mathieu Raby (D)         | Kanada     | Tampa Bay Lightning  | Victoriaville Tigres (QMJHL)         |
| 160 | Matt Peterson (C)        | USA        | Anaheim Mighty Ducks | Osseo High School (Minnesota)        |
| 161 | Trevor Doyle (D)         | Kanada     | Florida Panthers     | Kingston Frontenacs (OHL)            |
| 162 | Siergiej Kondraszkin (F) | Rosja      | New York Rangers     | Metallurg Czerepowiec                |
| 163 | Alaksandr Żuryk (D)      | Białoruś   | Edmonton Oilers      | Dynamo Mińsk                         |
| 164 | Todd Marchant (L)        | USA        | New York Rangers     | Clarkson University (NCAA)           |
| 165 | Jeremy Stasiuk (R)       | Kanada     | Dallas Stars         | Spokane Chiefs (WHL)                 |
| 166 | Aaron Israel (G)         | USA        | Philadelphia Flyers  | Uniwersytet Harvarda (NCAA)          |
| 167 | Mike Buzak (G)           | Kanada     | St. Louis Blues      | Michigan State University (NCAA)     |
| 168 | Siergiej Pietrienko (L)  | Rosja      | Buffalo Sabres       | Dinamo Moskwa                        |
| 169 | Nikołaj Zawaruchin (C)   | Rosja      | New Jersey Devils    | Saławat Jułajew Ufa                  |
| 170 | Darren Van Impe (D)      | Kanada     | New York Islanders   | Red Deer Rebels (WHL)                |
| 171 | Martin Woods (D)         | Kanada     | Winnipeg Jets        | Victoriaville Tigres (QMJHL)         |
| 172 | Justin Martin (R)        | USA        | Los Angeles Kings    | Essex Junction High School (Vermont) |
| 173 | Dan Hendrickson (C)      | USA        | Washington Capitals  | St. Paul Vulcans (USHL)              |
| 174 | Andrew Brunette (L)      | Kanada     | Washington Capitals  | Hampton Roads Admirals (ECHL)        |
| 175 | Jeff Andrews (L)         | Kanada     | Toronto Maple Leafs  | North Bay Centennials (OHL)          |
| 176 | Jewgienij Bobariko (C)   | Rosja      | Vancouver Canucks    | Torpedo Niżny Nowogród               |
| 177 | David Ruhly (W)          | USA        | Montreal Canadiens   | Culver Academies (Indiana)           |
| 178 | Jurij Juriesko (D)       | Rosja      | Detroit Red Wings    | CSKA Moskwa                          |
| 179 | David Ling (W)           | Kanada     | Quebec Nordiques     | Kingston Frontenacs (OHL)            |
| 180 | Tom White (L)            | USA        | Chicago Blackhawks   | Westminster School (Connecticut)     |
| 181 | Ryan Golden (L)          | USA        | Boston Bruins        | Reading High School (Massachusetts)  |
| 182 | Sean Selmser (L)         | Kanada     | Pittsburgh Penguins  | Red Deer Rebels (WHL)                |

### Runda 8
| #   | Zawodnik     | Narodowość | Drużyna NHL   | Klub macierzysty          |
| --- | ------------ | ---------- | ------------- | ------------------------- |
| 207 | Hal Gill (D) | USA        | Boston Bruins | Providence College (NCAA) |

### Runda 9
| #   | Zawodnik              | Narodowość | Drużyna NHL       | Klub macierzysty     |
| --- | --------------------- | ---------- | ----------------- | -------------------- |
| 217 | Władimir Potapow (LS) | Rosja      | Winnipeg Jets     | Kristałł Elektrostal |
| 224 | Martin Štrbák (D)     | Słowacja   | Los Angeles Kings | HC 07 Prešov         |
| 227 | Pavol Demitra (C)     | Słowacja   | Ottawa Senators   | HC Dukla Trenczyn    |
| 228 | Harijs Vītoliņš (C)   | Łotwa      | Winnipeg Jets     | EHC Chur             |

### Runda 10
| #   | Zawodnik          | Narodowość | Drużyna NHL       | Klub macierzysty |
| --- | ----------------- | ---------- | ----------------- | ---------------- |
| 250 | Kimmo Timonen (D) | Finlandia  | Los Angeles Kings | KalPa            |
| 252 | Gierman Titow (C) | Finlandia  | Calgary Flames    | TPS              |

### Runda 11
| #   | Zawodnik           | Narodowość | Drużyna NHL      | Klub macierzysty |
| --- | ------------------ | ---------- | ---------------- | ---------------- |
| 266 | Ihor Czybiriew (C) | Ukraina    | Hartford Whalers | Fort Wayne Komet |